# Скрипчинська Елеонора Павлівна
Елеонора Павлівна Скрипчинська (29 вересня (11 жовтня) 1899, Дубно — 9 грудня 1992) — українська хорова диригентка і педагогиня.

## Біографія
Народилася 29 вересня (11 жовтня) 1899 року у місті Дубні (тепер районний центр Рівненської області). Музичну освіту здобула у Болеслава Яворського та Володимира Пухальського.
В 1919–1923 роках викладала в Народній консерваторії в Києві, у 1923–1934 роках — у Київському музично-драматичному інституті імені М. В. Лисенка, у Київській державній музичній профшколі імені М. Леонтовича та у Київському музичному технікумі, з 1934 року — знову у консерваторії (з 1965 року — професор).
З 1920 року — диригентка аматорських і професійних хорів, у 1944–1966 роках — Українського народного хору імені Г. Г. Верьовки (у 1964–1966 роках — його художня керівниця і головна диригентка).

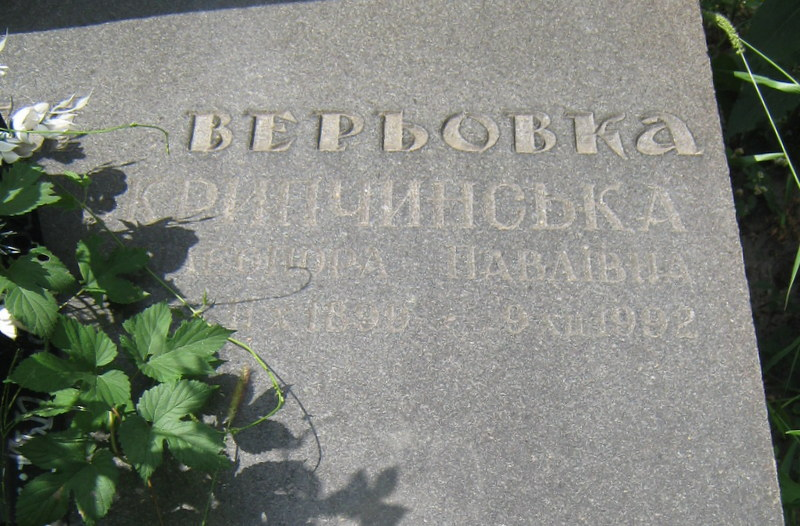
Могила Елеонори Скрипчинської

Жила в Києві. Була одружена з Григорієм Верьовкою.
Померла 9 грудня 1992 року. Похована в Києві на Байковому кладовищі (ділянка № 7; поруч з чоловіком).

## Відзнаки
Заслужена діячка мистецтв УРСР (з 1957 року). Нагороджена орденами Трудового Червоного Прапора, «Знак Пошани», медалями.